# Prix international Oles-Hontchar
Le prix international Oles-Hontchar (ukrainien : Міжнародна премія імені Олеся Гончара) est un prix littéraire créé en 1996 récompensant des auteurs d'expression ukrainienne. Il est fondé par l'Union nationale des écrivains d'Ukraine et les mécènes Tetyana Kuchtevskaya et Dieter Karrenberg. 
Le prix est remis le 3 avril  et est nommé en honneur du poète Oles Hontchar.